# 전라남도 산림자원연구소
전라남도 산림자원연구소(全羅南道 山林資源硏究所)는 산림환경에 관한 시험연구, 임업기술 보급과 각종 수목의 증식·생태연구 및 산림자원의 보호·관리 등의 업무 추진을 위하여 설치된 전라남도청 소속기관이다. 전라남도 나주시 산포면 다도로 7에 위치하고 있다.

## 같이 보기
- 전라남도청